# Leipziger Fuß
Leipziger Fuß bezeichnet eine ursprünglich 1687 von Kurbrandenburg getroffene Festlegung eines Münzfußes für Silbermünzen („12-Taler-Fuß“) zur Ablösung des Zinnaer Münzfußes.

## Vorgeschichte
Die Ausprägung von Silbermünzen in einem neuen Münzfuß in Kurbrandenburg ging auf Initiative von Dodo (II.) zu Innhausen und Knyphausen zurück, der ab 24. September 1684 die Münzverwaltung in Kurbrandenburg führte. Wegen der Verbreitung unterwertiger Münzen war eine Änderung des bisherigen Zinnaer Münzfußes zwingend notwendig. Der bisherige Vertragspartner Kursachsen lehnte aber 1686 eine Änderung des Münzfußes ab. Nach dieser Ablehnung ließ Dodo II. ab 1687 Zweidrittel- und Dritteltaler in Brandenburg im 12-Taler-Fuß im Alleingang prägen.
Der Kurfürst Johann Georg III. von Sachsen und die Herzöge von Braunschweig-Lüneburg wollten den brandenburgischen Kurfürsten Friedrich III. bewegen, wieder zum Zinnaer Vertrag zurückzukehren. Es kam 1689 zu Abwertung des brandenburgischen Zweidritteltalers und in Sachsen sogar zu dessen Verbot.
Die Kaufleute auf den Messen in Leipzig und Braunschweig akzeptierten die neuen brandenburgischen Zweidritteltaler als das zurzeit beste Geld. Der einsetzende Protest der Leipziger Kaufmannschaft zwang den sächsischen Kurfürsten, das Verbot noch im gleichen Jahr wieder zurückzunehmen. Ab Oktober 1689 wurde auch in Kursachsen der Zweidritteltaler im 12-Taler-Münzfuß ausgeprägt.
Nach einem Schreiben an die Herzöge von Braunschweig-Lüneburg konnten auch diese überzeugt werden, den neuen Münzfuß zu akzeptieren. In diesem Schreiben drohte Kurbrandenburg mit der Schließung seiner Münzstätten, weil der Silberpreis auf mindestens 11 Taler 8 Groschen für die feine Mark gestiegen war und der dann einsetzenden Flut von minderwertigem Geld sowie der weiteren Ausbreitung der Heckenmünzstätten.
Diese erzwungene Einigung fand ihren Niederschlag in dem am 16. Januar 1690 geschlossenen Leipziger Münzvertrag zwischen Kurbrandenburg, Kursachsen und Braunschweig-Lüneburg.

## Vertragsinhalt
Wesentlicher Vertragsinhalt war die weitere deutliche Verringerung des Silbergehaltes der auszuprägenden Münzen durch den Wechsel vom 10½-Taler-Münzfuß laut Vertrag von Zinna vom 27. August 1667 auf einen 12-Taler-Münzfuß, die schnelle Ausprägung der neuen und die Einziehung aller minderwertigen Münzsorten.
Es sollte hauptsächlich der Silbergehalt der mit dem Vertrag von Zinna neu eingeführten Talerteilstücke verringert werden. Der Wert der Talerteilstücke in nachfolgender Tabelle bezieht sich immer auf den Reichsrechnungstaler zu 24 Groschen = 90 Kreuzer.
| Nominal          | Feingewicht Zinna | Feingewicht Leipzig | Wert in Kurant | Wert in Kurant | Wert in Kurant |
| Zweidritteltaler | 14,848 g          | 12,992 g            | 1 Gulden =     | 16 Groschen =  | 60 Kreuzer     |
| Dritteltaler     | 7,424 g           | 6,496 g             | ½ Gulden =     | 8 Groschen =   | 30 Kreuzer     |
| Sechsteltaler    | 3,712 g           | 3,248 g             | ¼ Gulden =     | 4 Groschen =   | 15 Kreuzer     |
| ---------------- | ----------------- | ------------------- | -------------- | -------------- | -------------- |

Allerdings gab es keine verbindlichen Regelungen, mit welchem Raugewicht und Feingehalt diese Münzen auszuprägen waren. Sie sollten ja nur eine Interimslösung sein und nicht den Reichsmünzfuß abändern. Einig war man sich über die Verringerung des Feingehaltes gegenüber den Münzen nach Zinnaer Fuß. Damit war beabsichtigt, das Gewicht der Münzen zu erhöhen und somit den Münzen ein attraktiveres Erscheinungsbild zu geben.
Mit dem neuen Feingewicht wurden aus einer Kölnischen Gewichtsmark Feinsilber jetzt 18 Zweidritteltaler geschlagen. Entsprechend wurde der Leipziger Fuß nicht nur 12-Taler-Fuß, sondern auch 18-Gulden-Fuß genannt.
Die Hauptwährungsmünze, der Zweidritteltaler zu 60 Kreuzer, hatte zwar das Silberfeingewicht eines halben Reichsspeziestaler, wurde aber nie als solcher bezeichnet, sondern stets als Zweidrittel oder Gulden. Es war ein Interimslösung und noch keine beabsichtigte Abänderung der Reichsmünzordnung.

## Auswirkungen auf den Taler
Für die Ausprägung des Reichstaler galt weiterhin das Augsburger Reichsmünzedikt vom 30. Mai 1566. Er war mit 8 Stück auf die raue Mark, damit 29,232 g je Taler und fein 14 Loth 4 Grän (888,888 ‰) auszubringen. Das sind 9 Stück auf die feine Mark bzw. 25,984 g Silber je Reichstaler. Als ausgeprägter alter Reichstaler wurde er Speziestaler genannt und mit dem Leipziger Münzfuß sein Nennwert erhöht:
| Reichsfuß       | 1571–1667 | 1 Reichszähltaler =     | 24 Groschen = | 90 Kreuzer  |
| Zinnaischer Fuß | 1667–1690 | 1 1/6 Reichszähltaler = | 28 Groschen = | 105 Kreuzer |
| Leipziger Fuß   | 1690–1757 | 1 1/3 Reichszähltaler = | 32 Groschen = | 120 Kreuzer |
| --------------- | --------- | ----------------------- | ------------- | ----------- |

Die Ausgabe des Reichsspeziestalers und dessen Bedeutung als Handelsmünze mussten weiter zurückgehen, wenn gleichzeitig Talerstücke in einem geringeren Münzfuß ausgeprägt werden konnten. Er wurde eine Gelegenheitsmünze und kaum bzw. auch unterwertig geprägt. Noch umlaufende Reichstaler waren durch Abnutzung und Beschneidung meist untergewichtig. Der Reichstaler und dessen halbe und viertel Talerstücke wurde zum Silberlieferant für die Umprägungen in geringerhaltige Münzen, ein außerordentlich gewinnreiches Geschäft.
In Kursachsen soll er laut Anordnung vom 26. April 1690 zur Bezahlung der bergbauenden Gewerke für die Silberlieferungen gedient haben. Spezielle Ausbeutetaler gab es in Kursachsen erst ab 1756. Laut dieser Anordnung stieg auch die Bezahlung an die bergbauenden Gewerke für die Mark Silber um 1 Gulden auf 11 Gulden 16 Groschen 1 5/7 Pfennige.
|                 | Münzfuß                | Feingehalt       |           | Gewicht  | Feingewicht |
| Reichsfuß       | 9 Stück a.d.f. Mark    | 14 Loth 4 Grän = | 888,889 ‰ | 29,232 g | 25,984 g    |
| Zinnaischer Fuß | 10,5 Stück a.d.f. Mark | 14 Loth 4 Grän = | 888,889 ‰ | 25,056 g | 22,272 g    |
| Leipziger Fuß   | 12 Stück a.d.f. Mark   | 12 Loth =        | 750,000 ‰ | 25,984 g | 19,488 g    |
| --------------- | ---------------------- | ---------------- | --------- | -------- | ----------- |

Aber der ganze Kuranttaler wurde kaum geprägt und war keine Handelsmünze. Ihm fehlte die Anerkennung als Reichsmünze. In Kursachsen wurde er nur als Gedenkmünze ausgegeben.
Auch Teilstücke des Talers wurden im Leipziger Fuß geprägt und wiesen in der Umschrift auf diesen Münzfuß hin.

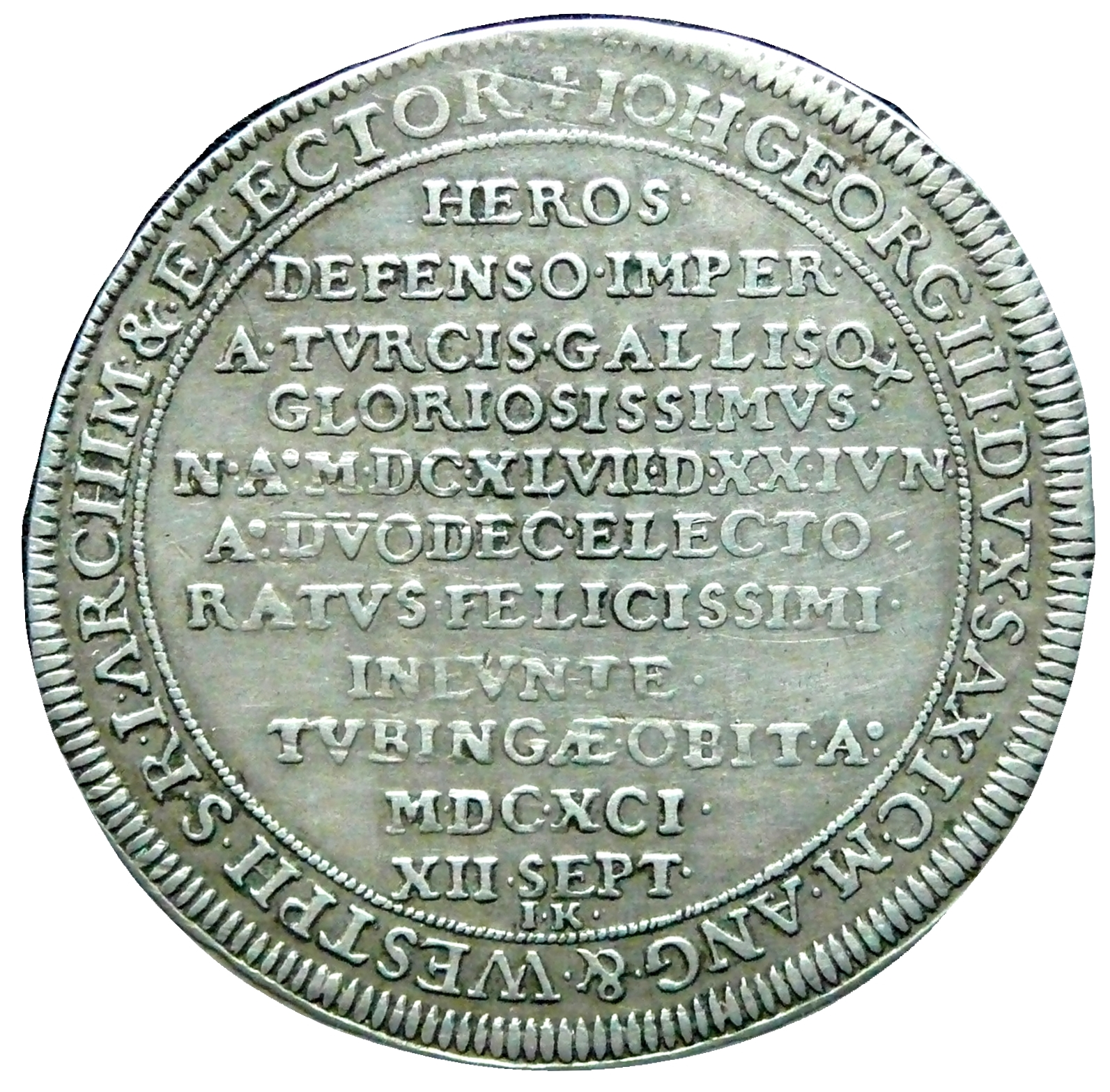
Johann Georg III. Gedenkmünze Auf seinen Tod
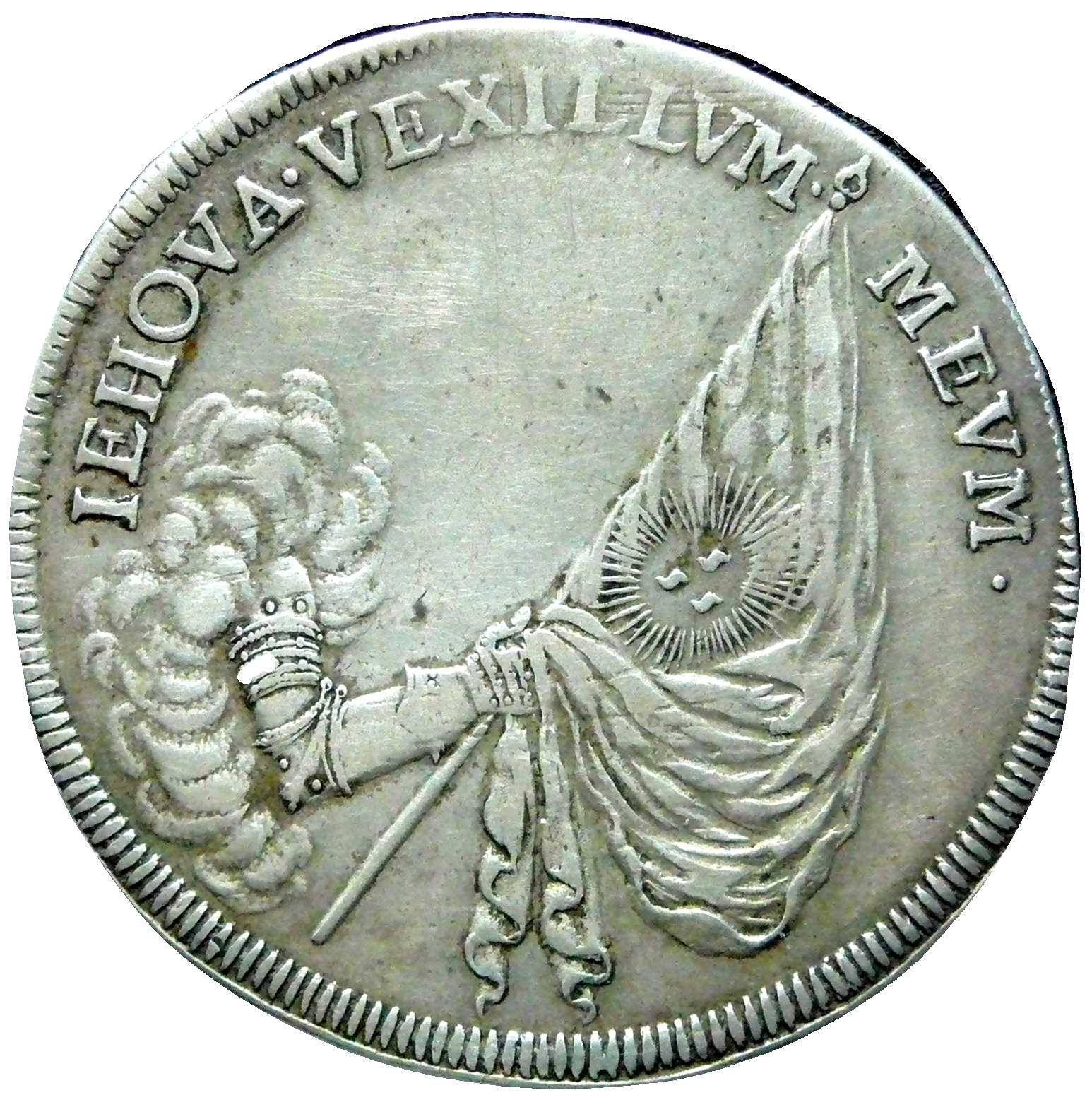
Kuranttaler 1691 im Leipziger Münzfuß
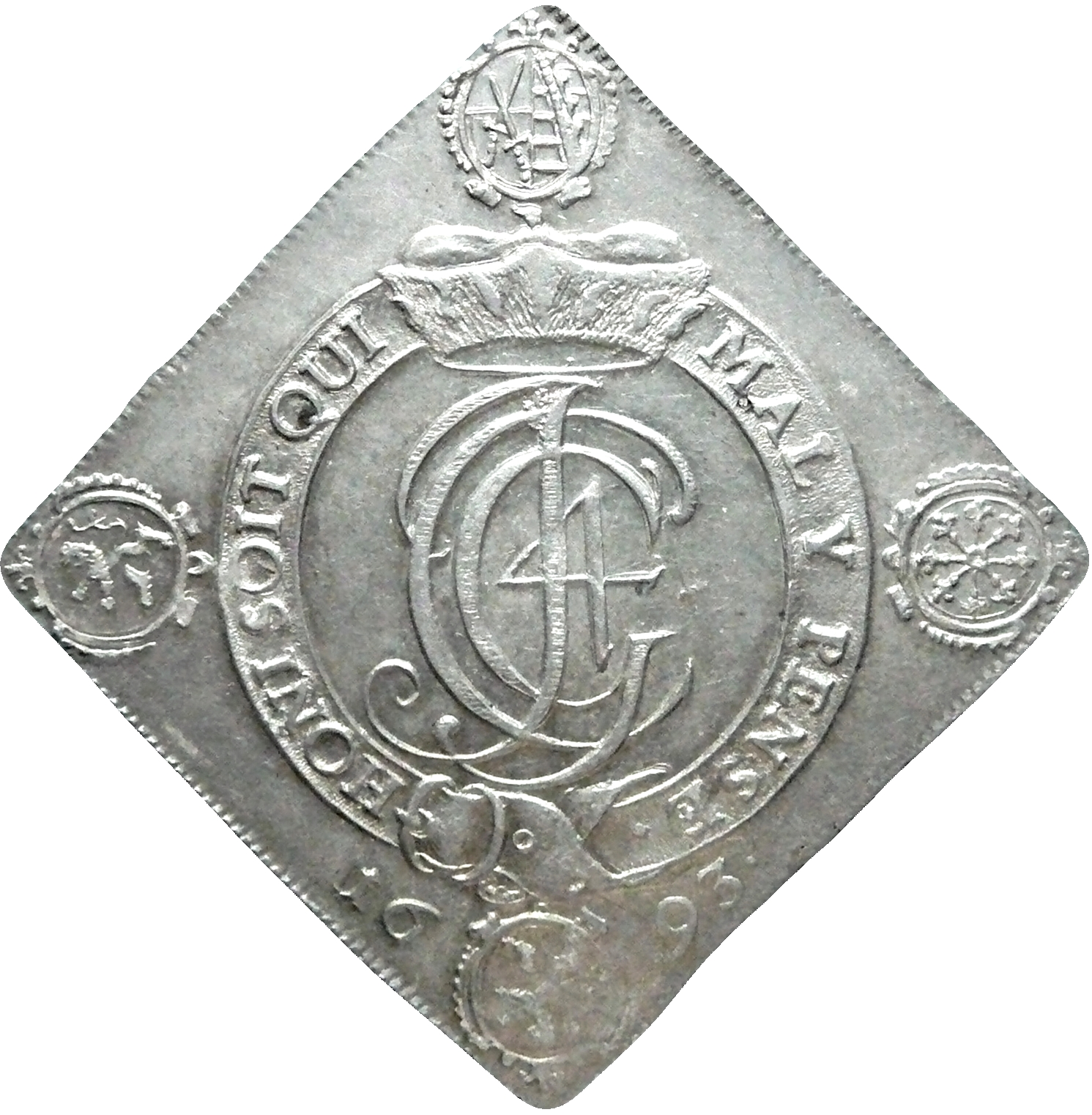
Johann Georg IV. Schießtalerklippe 1693
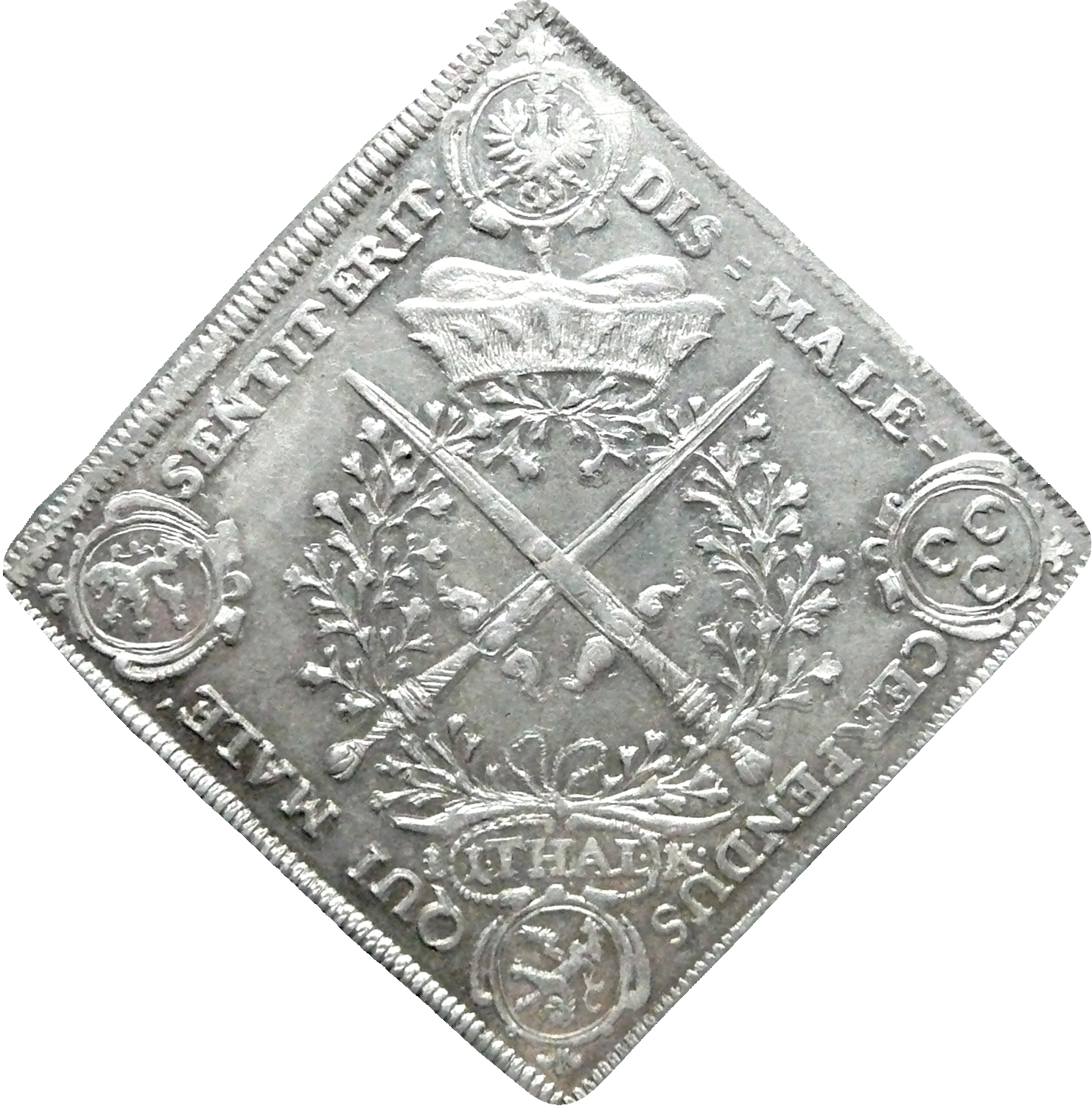
Im Wert eines Kuranttalers im Leipziger Münzfuß
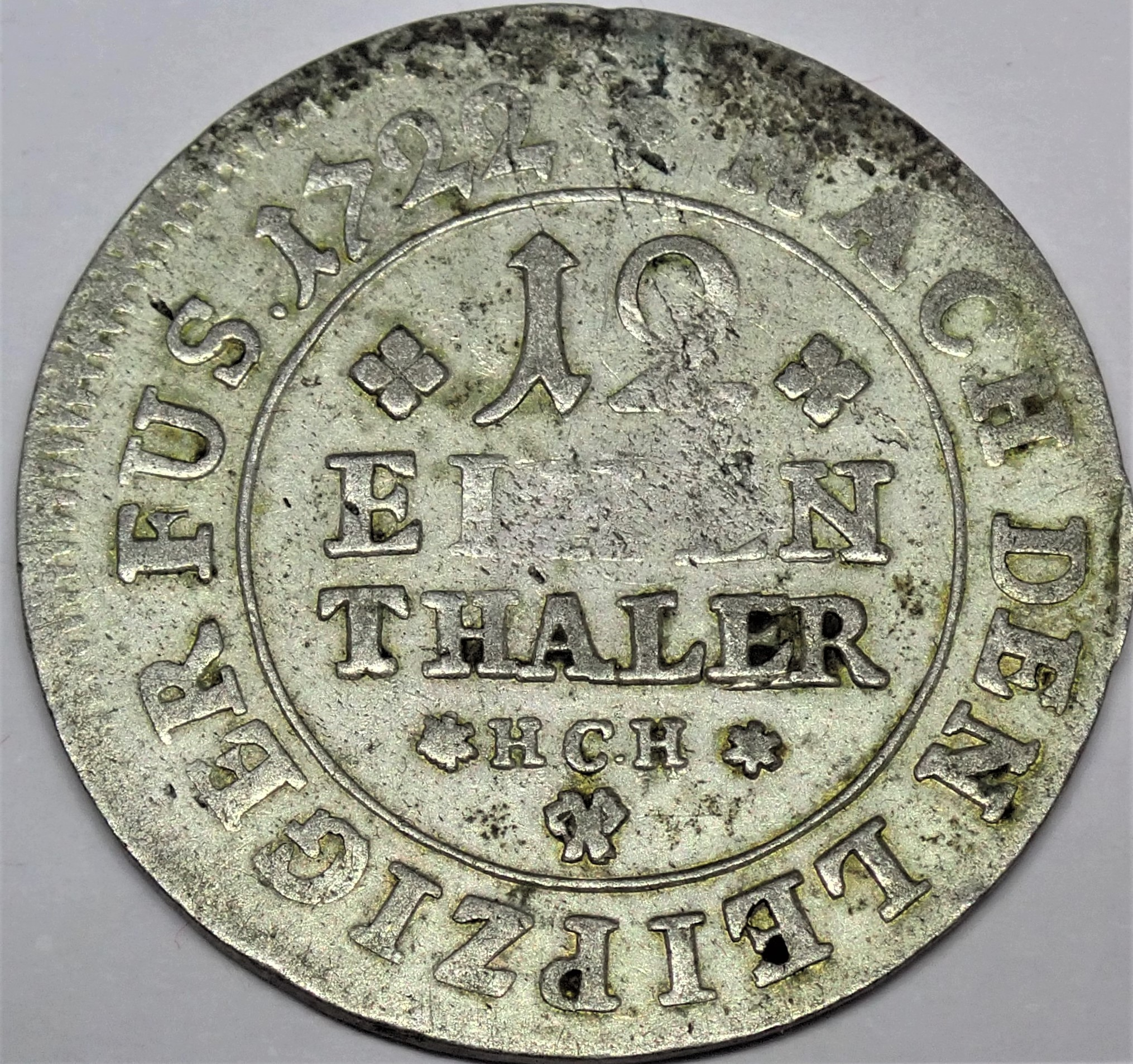
Zwölfeltaler aus Braunschweig-Wolfenbüttel von 1722 nach dem Leipziger Münzfuß

## Anerkennung des Leipziger Münzfußes als Reichsmünzfuß
Die nach dem Leipziger Fuß geprägten Münzen verbreitete sich sehr rasch. Die am Leipziger Vertrag beteiligten Fürsten wollten eine Anerkennung als Reichsmünzfuß. Doch es gab erheblichen Widerstand.

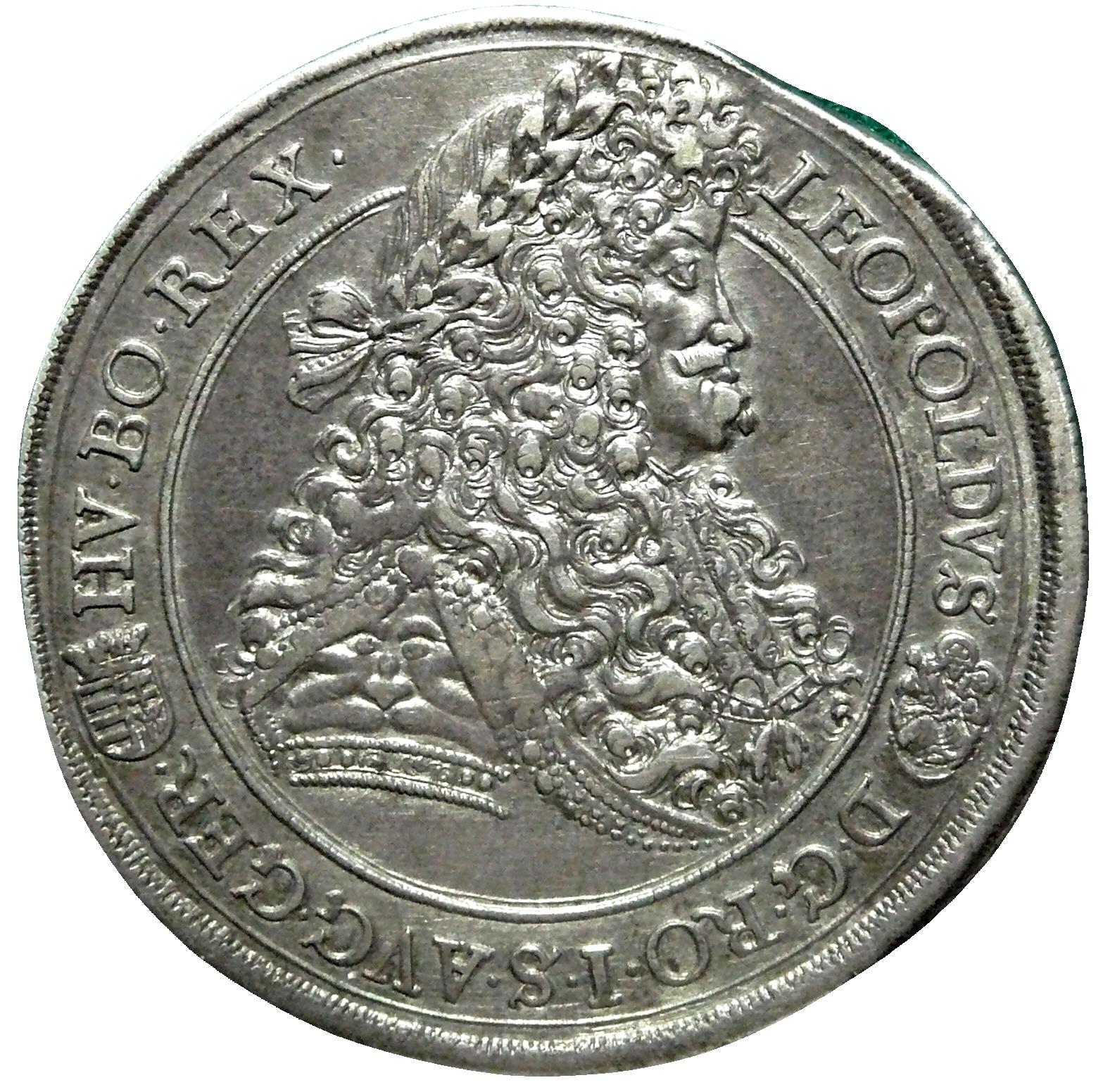
Leopold I. Kaiser vom 18. Juli 1658 bis 5. Mai 1705

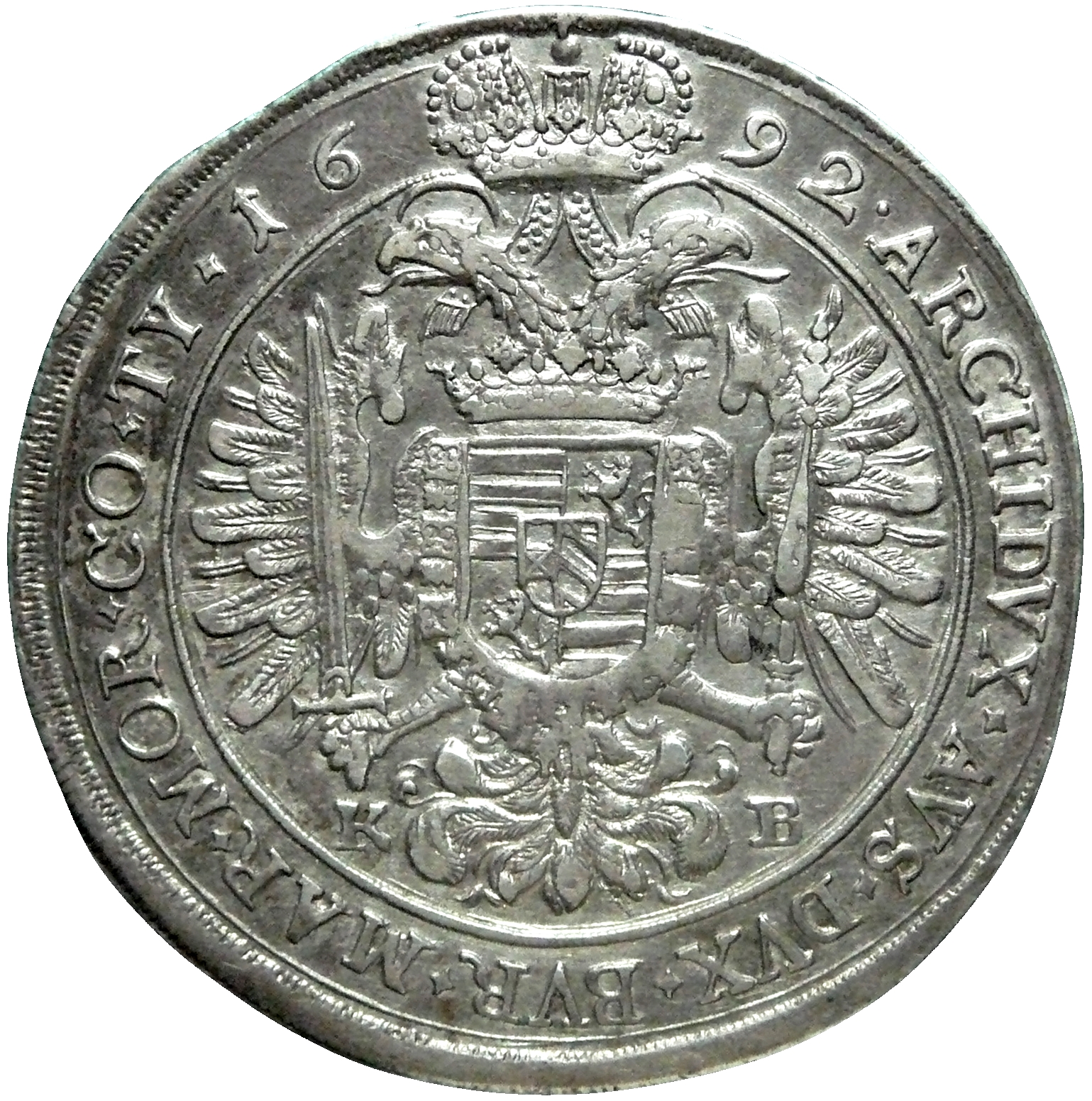
Reichsspeziestaler 1692

### 28. November 1692
Kaiser Leopold sah sich gezwungen, ein Gesetz zu erlassen, wonach die Einfuhr schlechter Münzsorten und die Ausfuhr werthaltiger Münzsorten ernstlich verboten wurden. Es erfolgte für alle im Gesetz nicht genannten Münzsorten der jeweiligen Münzherren die Außerkurssetzung zum 2. Februar 1693 (Mariä Lichtmess). Mit diesem Gesetz wurde der Reichstaler auf einen Wert von 2 Gulden gesetzt, d. h. Kaiser Leopold hat den Leipziger Münzfuß anerkannt.
Allerdings wurde der Leipziger Münzfuß nicht zum Reichsmünzfuß erhoben. Die nach Leipziger Münzfuß ausgeprägten Zweidrittel-, Drittel- und Sechsteltaler waren keine Reichsmünzen. Kaiser Leopold ging weiter davon aus, dass Halb-, Viertel- und Achteltaler ausgeprägt werden, deren Wert durch eine Ziffer im Münzgepräge erkennbar sein musste. Nach der General-Ausmünzungstabelle von 1690 bis 1750 hatte aber der Zweidritteltaler, die Hauptwährungsmünze des Leipziger Münzfußes, den gleichen Wert wie der Halbe Reichsspeziestaler:
| Vergleich                 | Halber Reichsspeziestaler | Zweidritteltaler |
| ------------------------- | ------------------------- | ---------------- |
| Stücke auf die raue Mark  | 16                        | 17               |
| Gehalt                    | 14 Lot 4 Grän             | 15 Lot 2 Grän    |
| Stücke auf die feine Mark | 18                        | 18               |
| Münzfuß der feinen Mark   | 12 Taler                  | 12 Taler         |
| Wert eines Stückes        | 16 Groschen               | 16 Groschen      |

### 30. Mai 1695
Die Reichstagsversammlung konnte sich jahrelang nicht einigen, ob der Reichsmünzfuß für den Reichstaler erhalten oder in Richtung Leipziger Fuß geändert wird. Initiativen gingen nur von den Reichskreisen aus. Kaiser Leopold unterstützte mit dem Münzedikt vom 30. Mai 1695 die drei korrespondierenden Kreise (fränkischer, bayerischer und schwäbischer Kreis), keine Änderungen an der Ausprägung des Reichsspeziestalers zuzulassen. Aufgetretene Abweichungen bei der Ausprägung der Taler sollten beseitigt und einheitlich eine Silberfeinheit von 14 Loth 4 Grän bei einem äußeren Wert von 2 Gulden gesichert werden.

### 21. September 1695
Kaiser Leopold hielt weiter am alten Reichsmünzfuß fest. Er untersagte den niedersächsischen Kreis Albertustaler, Bancotaler oder andere Taler auszumünzen, die vom alten Reichsmünzfuß abweichen. Am 1. Juni 1696 setzten die drei korrespondierenden Kreise auf den Münzprobationstag in Nürnberg diese Taler gänzlich in Verruf.

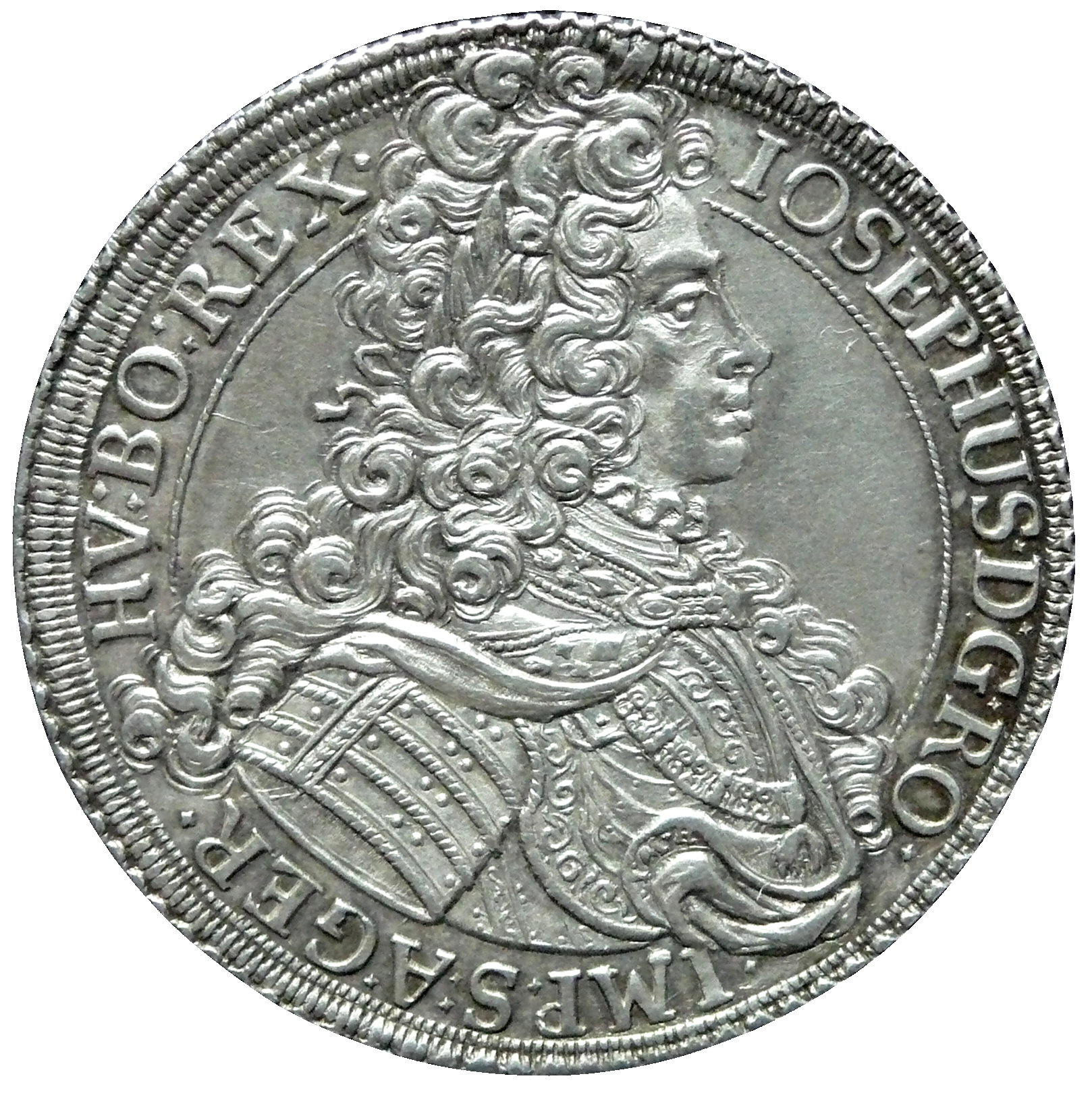
Joseph I. Kaiser vom 5. Mai 1705 bis 17. April 1711

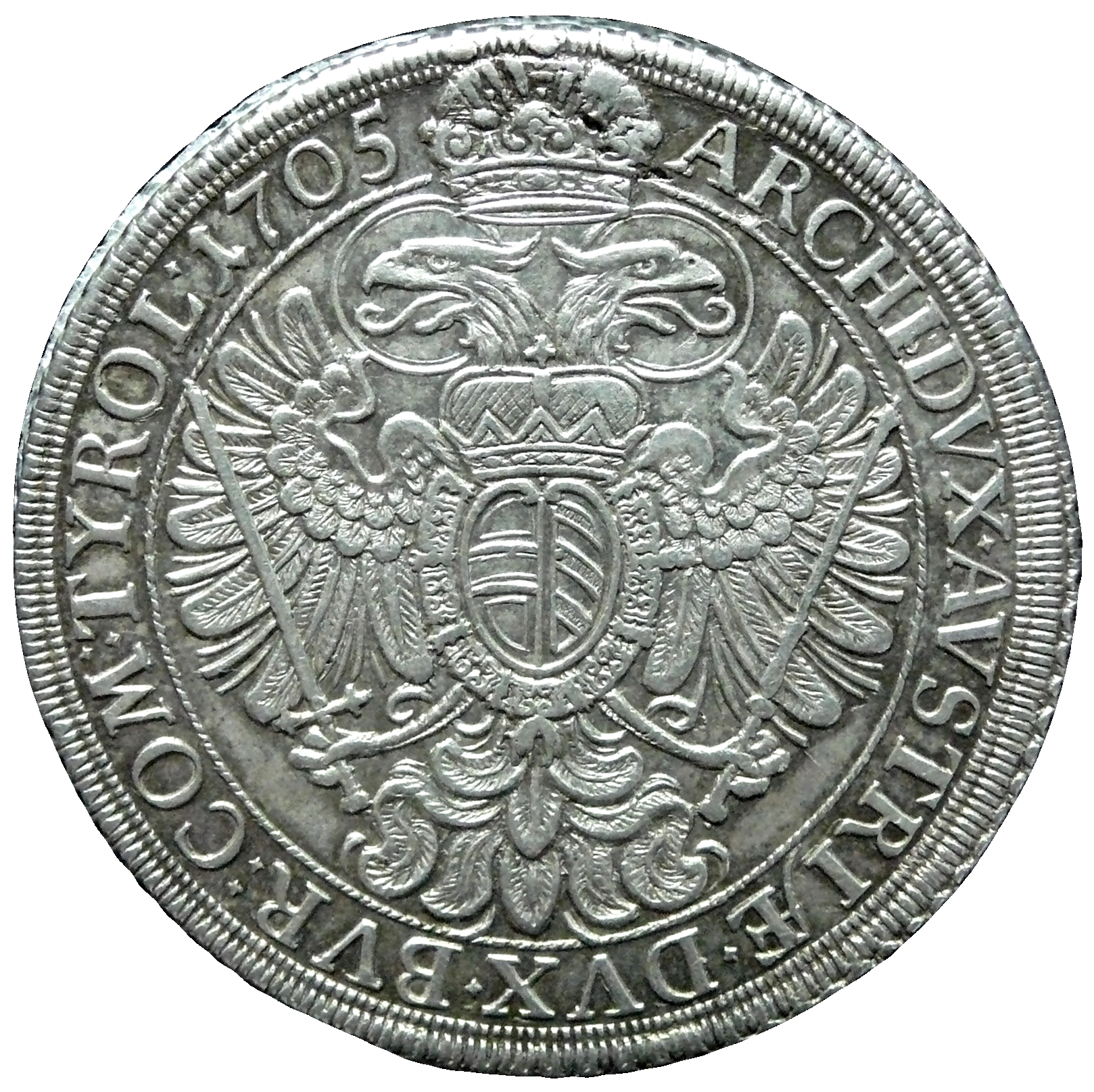
Österreichischer Reichsspeziestaler 1705

### 1701 bis 1721
Der Spanische Erbfolgekrieg und der Nordische Krieg verschärften das Münzunwesen. An einer Einigung auf einem neuen Reichsmünzfuß während des Kriegszustandes war nicht zu denken. Kaiser Joseph I. gelang es nicht, den zunehmenden Umlauf von 15 % bis zu 25 % geringhaltigere Scheide- und Landmünzen zu unterbinden.

### 27. März 1721
Auf den Münzprobationstag in Nürnberg gaben die drei korrespondierenden Kreise erstmals ihr Vorhaben auf, den Reichstaler wieder auf einen Wert von 90 Kreuzer bzw. 24 Groschen zurückzusetzen. Dazu zwang sie der steigende Silberpreis infolge der sich umgreifenden Prunksucht in allen Schichten der Bevölkerung. Sie akzeptierten den Wert von 120 Kreuzer bzw. 32 Groschen und wollten sich mit den anderen Kreisen darüber verständigen. Dieser Sinneswandel bewog Kaiser Karl VI. die Reichsmünzangelegenheit wieder zum Gegenstand der Regensburger Reichstagsversammlung zu machen.

### 25. April 1721

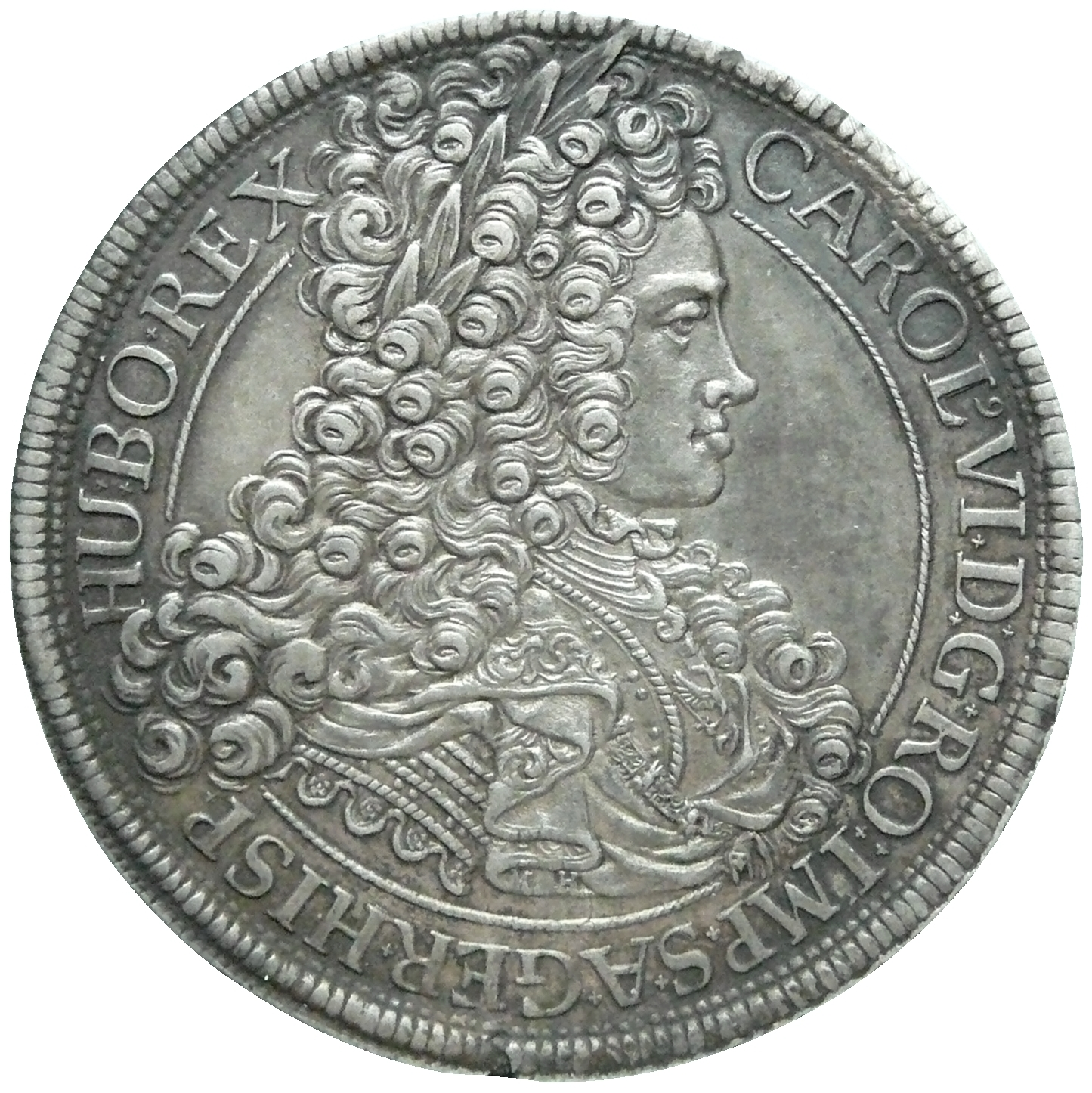
Karl VI. Kaiser vom 12. Oktober 1711 (22. November 1712) bis 20. Oktober 1740

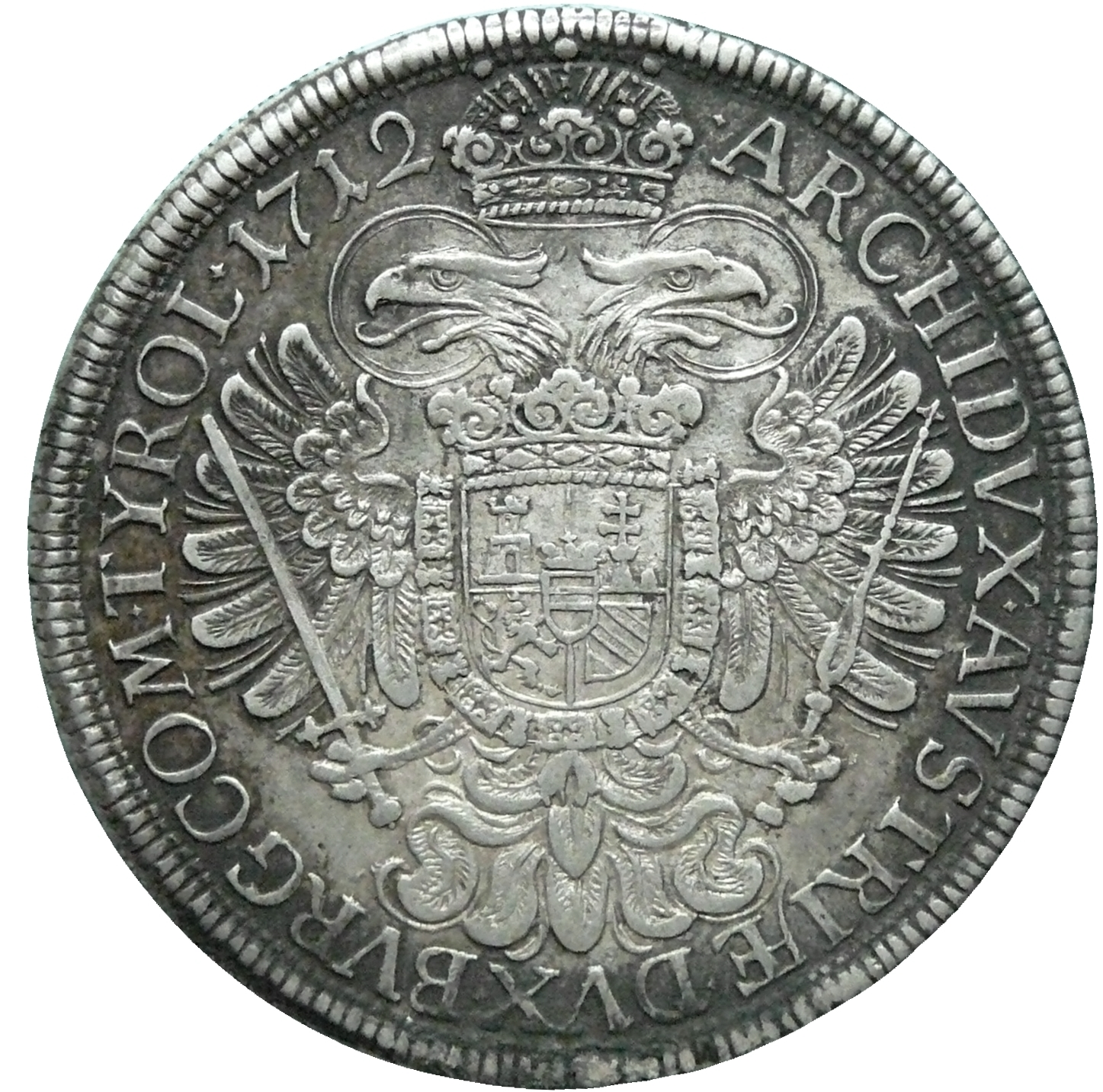
Österreichischer Reichsspeziestaler 1712

Zunächst verbot Kaiser Karl VI. mit Patent vom 25. April 1721 die Ausfuhr werthaltiger Münzen sowie aller weiteren Gegenstände aus Silber, u. a. auch Silbergeschirr unter Androhung der völligen Enteignung und sogar Todesstrafe. Es gelang jedoch nicht die Zirkulation der geringwertigen in- und ausländischen Münzen zu unterbinden.

### 20. Juni 1726
In einem auf Anordnung des Kaisers erstellten Münzbedenken der kaiserlichen Hofkammer gab es die Einsicht, dass die früheren Kaiser viel zu leichtfertig das Münzregal an Reichsgrafen, Freiherrn und privaten Personen vergeben hatten, die es missbraucht hätten. Es sollte in den Reichskreisen nur noch drei bis vier Münzstätten geben und alle Heckenmünzen beseitigt werden. In einem weiteren Gutachten wurde empfohlen, den Leipziger Münzfuß als künftigen Reichsmünzfuß bei der Ausprägung zu sichern. Erwartet wurden Vorschläge für das neue einheitliche Münzsystem.

### 13. Februar 1733
Der Kampf gegen die Heckenmünzen und die Vorbereitung des neuen Münzsystems verzögerten sich jedoch. Die Beschwerden von Reichskreisen an den Kaiser über das Münzunwesen hielten an. Kaiser Karl VI. musste durch ein Dekret die Reichstagsversammlung daran erinnern, nunmehr ernsthaft am neuen Münzsystem zu arbeiten. Da aber auch Fürsten Heckenmünzen betrieben, wurden keine Fortschritte erzielt.

### 13. Juni 1736
Der Kaiser ging jetzt konkret gegen einzelne Fürsten vor. Er ermahnte die Kurfürsten von Bayern, der Pfalzgrafschaft und des Erzstiftes Köln, den Herzog von Württemberg, den Landgrafen von Hessen-Darmstadt, die Markgrafen von Ansbach, Bayreuth, Baden-Baden und Baden-Durlach, die Fürsten von Hohenstein und Waldeck, den Abt zu Fulda und den Grafen von Montfort wegen deren minderwertigen Münzprägung und verlangte die Münzverrufung oder Abwürdigung. Ansonsten drohte der Kaiser mit Klagen. Dagegen wehrten sich die genannten Fürsten, weil angeblich der gestiegene Silberpreis eine Ausprägung nach der Reichsmünzordnung nicht ermöglichen würde.

### 3. Dezember 1736
Es kam auf der Reichstagsversammlung zu Diskussionen über ein mögliches Verbot der weiteren Ausprägung und der Abwürdigung der bisherigen minderwertiger Münzen, der künftigen Vergabe des Münzregals und der Durchsetzung der Strafen bei Heckenmünzen der Fürsten. Die Reichsversammlung einigte sich darauf, die Vergangenheit ruhen zu lassen, damit eine Übereinkunft erzielt werden kann. Man einigte sich auf eine Untersuchung aller umlaufenden Gold- und Silbermünzen und auf Prüfung des Leipziger Münzfußes als möglichen neuen Reichsmünzfuß.

### 15. April 1737
Der Reichstag beschloss die Erstellung eines Reichsgutachtens durch die Münzwardeine aller Reichskreise, die im Juli 1737 mit der Untersuchung begannen. Sie bewerteten alle Umlaufmünzen in Bezug zum Leipziger Münzfuß (Taler bewertet mit 2 Gulden und die Dukaten mit 4 Gulden). Der Feingehalt aller umlaufenden Reichstaler soll überprüft werden. Die sächsischen Münzwardeine strebten an, alle Scheidemünzen nach dem Torgauer Münzfuß auszuprägen. Franken, Bayern und Schwaben wollten dagegen Scheidemünzen nur als Landesmünzen, weil sie Silber einkaufen mussten und deshalb den Münzfuß danach festlegen wollten.

### 1. Februar 1738
Bisher wurden 511 umlaufenden Gold- und Silbermünzen geprüft. Es wird unter Einbeziehung der Banken noch nach eventuell fehlenden Münzen gesucht. Der künftige Münzfuß bei den Scheidemünzen war weiter strittig.

### 10. September 1738
Das von 25 Beamten erstellte Reichsgutachten, von denen jeder eine Besoldung von 5.000 Gulden erhielt, lag vor. Der Leipziger Münzfuß wurde von den Münzwardeinen für die groben Sorten empfohlen. Auch die ausländischen Münzen hatten annähernd diesen Münzfuß.

### 1. Dezember 1738

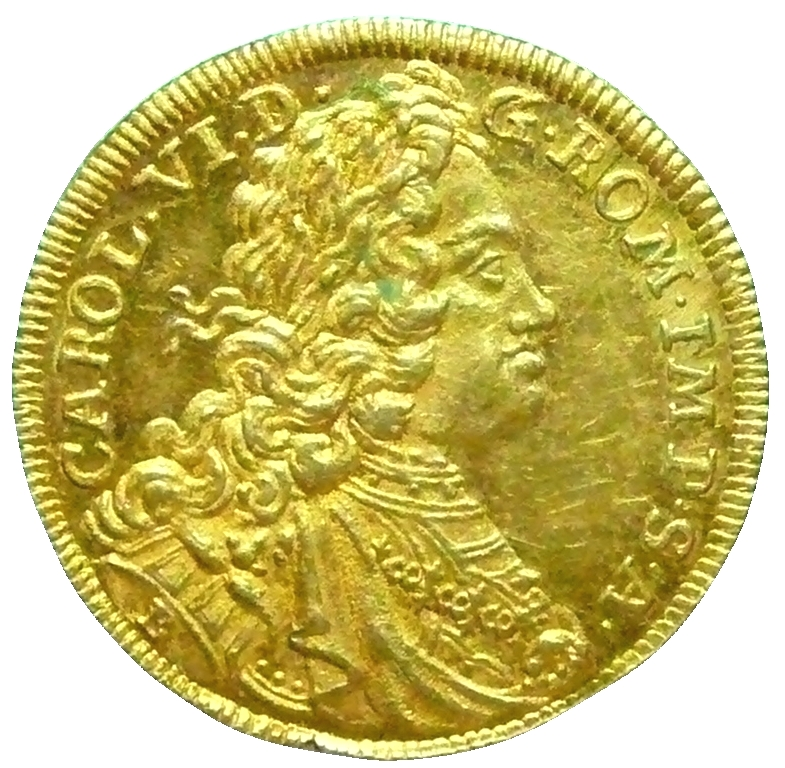
Dukat 1738 Kaiser Karl VI.

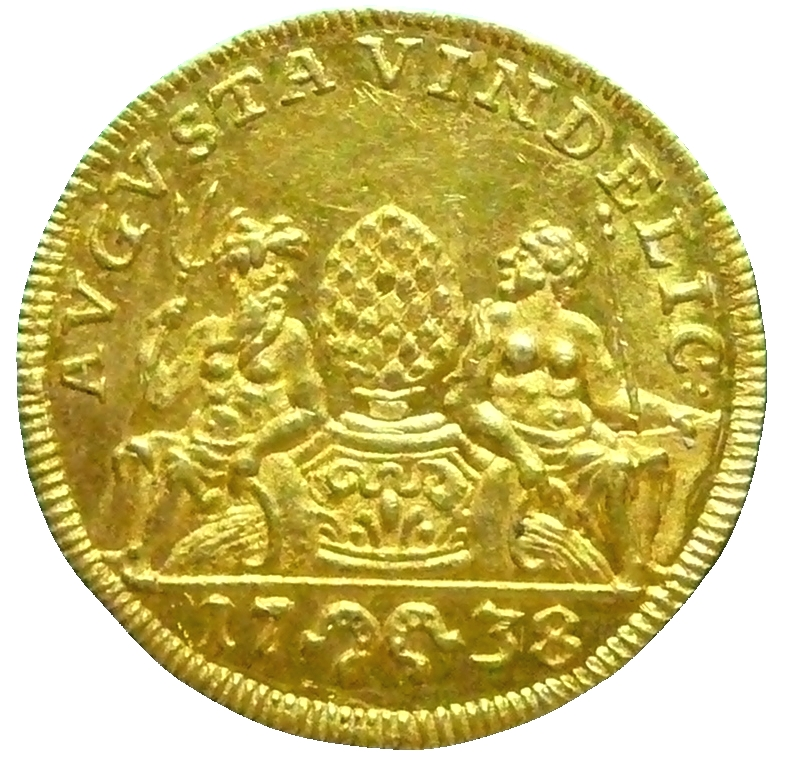
Dukat 23 Karat 8 Grän fein Gold

Durch Kaiserliches Kommissionsdekret wird das Reichsgutachten bestätigt. Damit wurde der Leipziger Fuß Reichsmünzfuß.
- Der äußere Wert des Reichstalers mit 8 Stück aus der rauen Kölnischen Mark zu 14 Loth 4 Grän, damit 9 Stück aus der feinen Mark, wurde auf zwei Gulden festgelegt. Damit war er jetzt 1⅓ Rechnungstaler bzw. 32 Groschen (wie bisher den Rechnungstaler mit 24 Groschen gerechnet). Nach diesem Fuß sollten folgende Teilstücke als Kurantmünzen ausgeprägt werden: Halbtaler, Vierteltaler, Achteltaler und Zwölfteltaler, niederrheinische Blaffert bzw. 9-Kreuzer-Stück.

- Der äußere Wert der Dukaten wurde auf vier Gulden festgelegt, ausgebracht mit 67 Stück auf die Raue Mark, 23 Karat 8 Grän Feingold (= 2⅔ Rechnungstaler bzw. 2 Rechnungstaler 16 Groschen) Gilt auch für mehrfache oder Teilstücke der Dukaten.

- Die Goldgulden erhielten einen äußeren Wert von 3 Gulden. Für die Ausprägung von 72 Stück auf die Raue Mark wurde festgelegt: 18 Karat 10 Grän Feingold, 3 Karat 8 Grän Silber und 1 Karat 6 Grän Kupfer. Gilt auch für mehrfache und halbe Goldgulden.

- Der Münzfuß für Scheidemünzen bleibt einem weiteren Gutachten vorbehalten. Sie sollen als Landesmünzen nur in den Umfang ausgeprägt werden, wie unbedingt notwendig. Scheidemünzen sind:
  - Doppelgroschen, 5 Kreuzer, Batzen, guter einfache Groschen, Kaisergroschen, 2½ Kreuzer, halber Batzen, 6 Pfennig Kreuzern, 3 Pfennige, einfache schwere und leichte Pfennige;
  - Für die niederrheinischen Lande: Blaffert, 4 ½ Kreuzer = halbe Blaffert, 2 ¼ Kreuzer, 1 ½ Kreuzer, cöllnische Albus, viertel Blaffert, halbe Stüber, ¾ Kreuzer

- Außerdem soll nach dem Willen des Kaisers in Nachverhandlungen geklärt werden:
  - Die Goldgulden sollen sich durch ein Zeichen deutlich vom Dukaten unterscheiden, damit weiterer Betrug verhindert wird.
  - Der Wert der Talerstücke soll auf den Münzen angegeben werden.
  - Die genannten Scheidemünzen nur im niedrigen Umfang prägen bis ein Quantum eingeführt ist.[19]

## Das Ende am 20. Oktober 1740
Nach dem Tod des Kaisers kam es zum österreichischen Erbfolgekrieg, den Schlesischen Kriegen und dem Krieg um den Kaisertitel. Die bis 1745 geführten Kriege führten letztlich dazu, dass sich die Münzordnung völlig auflöste. Insbesondere französisches Geld, geringhaltige Kreuzermünzen, die wegen schlechter Prägung kaum einem Land zugeordnet werden konnten, gelangten in den Umlauf.
Da auch der Silberpreis bis auf 21 Gulden stieg, war an einer Ausprägung im 18-Guldenfuß nicht zu denken. Das Kaiserliche Kommissionsdekret von 1738 kam zu spät. Die zahlreichen regionalen Münzsysteme blieben erhalten.
Es entwickelten sich zwei neue Münzfüße: 1750 der Graumannsche Münzfuß und 1753 der Konventionsfuß.